# 原秀二
原 秀二（はら ひでじ、1949年7月1日 - ）は、元石川テレビ放送アナウンサー、北陸民放クラブ会友。

## 人物
三重県亀山市出身、かに座、B型。明治学院大学卒業後、1973年入社。局アナ時代のブログは筆不精。2012年退社。

## 過去の担当番組
- 千客万来!ほのぼのマンデー（マスター 2005.4.18〜2006.3.20）
- 千客万来!ほのぼのサンデー（マスター 2006.4.9〜2007.12.30）
- ふれあい空間いしかわ（2011.10〜2012.3）
- あの日からの贈り物〜小学校歌を訪ねて〜（2012年度）
- FNN石川テレニュース
- 北陸中日新聞テレビ日曜夕刊